# آژانس لجستیک دفاعی
آژانس لجستیک دفاعی (انگلیسی: Defense Logistics Agency) یک آژانس پشتیبانی رزمی در وزارت دفاع ایالات متحده آمریکا است. این آژانس بیش از ۲۶ هزار پرسنل غیرنظامی و نظامی در سراسر جهان دارد. آژانس لجستیک دفاعی در ۴۸ ایالت و ۲۸ کشور مستقر است، که تدارکات لازم را برای نیروهای نظامی فراهم می‌کند و از خرید سلاح، سوخت، قطعات تعمیر و سایر مواد توسط آنها پشتیبانی می‌کند. این آژانس همچنین تجهیزات اضافی یا غیرقابل استفاده را از طریق برنامه‌های مختلف دفع می‌کند.
آژانس لجستیک دفاعی از طریق سایر آژانس‌های فدرال ایالات متحده، تدارکات امدادی را برای قربانیان بلایای طبیعی و کمک‌های بشردوستانه را برای پناهندگان و آوارگان داخلی فراهم می‌کند. این آژانس در سال ۱۹۶۱ تأسیس شد. ستاد مرکزی آژانس لجستیک دفاعی در فورت بلوار، ویرجینیا قرار دارد.